# Malteške eurokovanice
Malteške eurokovanice ušle su u optjecaj 1. siječnja 2008. Malta je članica Europske unije od 1. svibnja 2004., a pridružila se ESM II 2. svibnja 2005. 
Dana 1. siječnja 2008. Malta je zajedno s Ciprom postala članica eurozone. Mjesec siječanj 2008. bio je prijelazno razdoblje kada su kovanice i novčanice stare malteške valute – lire – uz euro bile zakonsko sredstvo plaćanja i mogle se koristiti u redovnom plaćanju. Od veljače 2008. više nije moguće koristiti kovanice lire i novčanice. Tečaj lire prema euru bio je 1 € = 0,4293 MTL.
Kovanice imaju tri različita motiva za tri skupine kovanog novca. Izgled kovanica odredila je javnost u dva kruga glasovanja putem SMS-a.
Prvi krug glasovanja započeo je 14. siječnja 2006. i završio 29. siječnja 2006. Ljudi su birali između 12 dizajna podijeljenih u 4 teme koje prikazuju različite prikaze malteške nacionalne baštine: pretpovijesnu Maltu, maltešku renesansu, malteški arhipelag i malteški identitet – po tri motiva iz svake teme. U prvom krugu pobijedili su motivi Isusovog krštenja, malteškog državnog grba i prapovijesnog hrama Mnajdra.
Drugi krug održan je od 29. svibnja do 9. lipnja. Glasači su se trebali odlučiti za tri najuspješnija motiva iz prvog kruga i malteški križ. Najviše glasova dobio je malteški križ (prikaz na kovanicama od 1 i 2 eura), zatim državni grb (kovanice od 10, 20 i 50 centi) i hram Mnajdra (1, 2 i 5 centi). Motiv Isusovog krštenja dobio je najmanje glasova te stoga nije prikazan na kovanicama eura.

## Galerija
- Malteška eurokovanica od 2 eura.
- Motiv malteških eurokovanica od 10, 20 i 50 centi.
- Motiv malteških eurokovanica od 1, 2 i 5 centi.